# Martin von Wallenrodt
Martin von Wallenrodt (* 4. Januar 1570; † 30. Juni 1632 in Königsberg i. Pr.) war ein Jurist und Büchersammler.

## Leben
Er ist der Sohn des Siegmund von Wallenrodt (1536–1590) und der Catharina von Sack († 1597). Im Jahr 1619 kooptierte die Herzogliche Regierung, die Oberratsstube in Königsberg, den 49-jährigen Wallenrodt, damals Landrat und Amtshauptmann  von Tapiau, und übertrug ihm das wichtige Amt des Kanzlers in Preußen. Wallenrodt förderte die  Albertus-Universität und hinterließ 2.000 wertvolle Bücher. Sie bildeten den Grundstock der von ihm gestifteten Wallenrodtschen Bibliothek.
Wallenrodt heiratete am 5. Februar 1605 Marie Freiin von Kittlitz (* 8. März 1585; † 21. Juli 1620), die Tochter des Friedrich Freiherrn von Kittlitz und der Katharina von Proeck. Aus dieser Ehe stammt der Sohn Johann Ernst von Wallenrodt. Zu Wallenrodts Nachfahren gehört auch Paul von Hindenburg.